# Fritz Loose

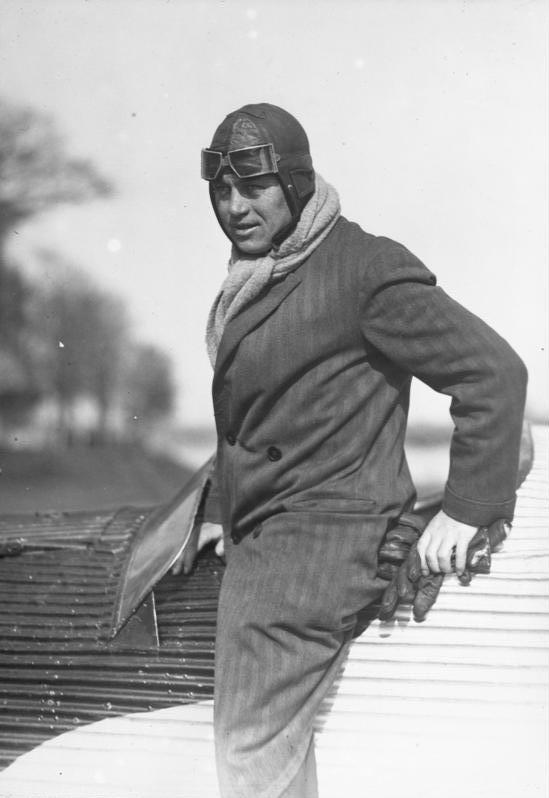
Fritz Loose (1930)

Fritz Loose (* 25. Januar 1897 in Brüx, Böhmen, Österreich-Ungarn; † 24. Dezember 1982 in Freiburg im Breisgau) war ein deutscher Flugpionier, der durch Rekorde und seine Tätigkeit für Junkers bekannt wurde.

## Leben und Wirken
Nach Absolvieren einer Bürgerschule erfolgte die Ausbildung zum Techniker auf der Königshöhe in Teplitz. Im Ersten Weltkrieg nahm er als Kriegsfreiwilliger bei der Kriegsmarine u. a. auf dem Kreuzer Lützow an der Skagerrakschlacht teil. Anfang 1917 ließ er sich zur II. Seefliegerabteilung versetzen. Dort erfolgte eine praktische Schulung in der Seeflugstation Wilhelmshaven (II. Seefliegerabteilung) auf einem 3-stieligen Friedrichshafen-Doppeldecker mit 150-PS-Benz-Motor. Zum Abschluss war Loose als Stationsflieger der Bombenschule für Beobachter an der Ostsee eingesetzt. Im Frühjahr 1918 wurde er als Frontflieger bei der Nordsee-Flugstation Helgoland eingeteilt, dann nach List auf Sylt, wo er bis Kriegsende Seeaufklärung flog und das goldene Seeflieger-Abzeichen erhielt.
Nach der Entlassung aus dem Militärdienst war Loose bei der Freiwilligen Nordsee-Flieger-Abteilung zur Unterstützung der Minensuchverbände in der Nordsee. Ende September 1920 wurden jedoch durch die Alliierten ein generelles Flugverbot verhängt und die Flugzeuge zerstört. 1920 erhielt er eine Anstellung in Dresden in der Abteilung Kraftfahrwesen beim Polizeipräsidium. In der Freizeit arbeitete er mit am Bau des ersten Segelflugzeugs des Flugtechnischen Vereins in den Werkstätten der TH Dresden. Dieses trug den Namen „Schweinebauch“ und war ein einstieliger Doppeldecker. Fritz Loose wurde bei diesem Verein bald Flugwart und machte die Anfänge des Segelflugs in Deutschland mit. Loose erhielt den Segelfliegerausweis mit der Nr. 23, ausgestellt am 17. Juni 1922.
Bisher war Loose nur Flugzeuge aus Holz und Leinwand geflogen. Die Landung des Junkers-Piloten Wilhelm Zimmermann 1922 mit dem Ganzmetallflugzeug Junkers F 13 auf der Elbe inspirierte ihn zur Bewerbung in der Abteilung Luftverkehr bei Junkers.

## Pilot bei Junkers
Im Januar 1923 erhielt Loose im Junkers-Stammwerk eine praktische und umfangreiche Ausbildung zum Flugzeugführer und bestand die Flugprüfung zur Erlangung des zivilen Luftfahrerscheins in Berlin. Sein erster Überlandflug führte mit einer Junkers F 13 mit einem Mercedes 160-PS-Sechszylinder von Dessau nach Berlin.
Er arbeitete als Versuchsflieger im Auftrag der Reichswehr und überführte Maschinen von Junkers zu den Auftraggebern. In Stockholm erhielt er dabei den schwedischen Luftfahrerschein. Weitere Flüge führten nach İzmir und nach Spanien. Er beteiligte sich an Verwundetentransporten für das Spanische Rote Kreuz an der Marokko-Front beim Krieg gegen die Rifkabylen.
Nach der Fusion (1926) von Junkers-Luftverkehr und Deutscher Aero Lloyd zur Deutschen Luft Hansa blieb Loose Werksflieger bei Junkers. Vorführungen, Überführungen, Einflüge und Rekordflüge verschiedener Typen gehörten zu seinen Aufgaben. Auch flog er als Chefpilot Hugo Junkers persönlich in der F 13-Direktionsmaschine mit dem Kennzeichen D-282 (bis 1929).

### Transatlantikflug
Angeregt durch Charles Lindberghs Atlantiküberquerung in West-Ost-Richtung startete Fritz Loose zusammen mit Hermann Köhl und Freiherr von Hünefeld mit der Junkers W 33 „Bremen“ und mit der „Europa“ mit Cornelius Edzard, Johann Risticz und dem Journalisten Hubert Renfro Knickerbocker zu der ungleich schwierigeren Ost-West-Passage. Aufgrund der Wetterbedingungen und technischer Probleme musste der Flug der speziell ausgerüsteten Junkers W 33 abgebrochen werden. Am 12. April 1928 startete dann die Besatzung Köhl, von Hünefeld und dem in Irland zugestiegenen James C. Fitzmaurice zur erfolgreichen Atlantiküberquerung nach 37 Stunden Flugzeit. Ein weiterer Versuch am 4. Oktober 1927 mit einem dreimotorigen Schwimmer-Flugzeug Junkers G 24 (D-1230) endete bei den Azoren durch Propellerbruch.

### Fernost
1928 erfolgte die Überführung von drei Junkers-Flugzeugen nach China. Dabei wurden die Junkers W 33 per Schiff nach Shanghai transportiert, während Loose und seine Monteure mit der Transsibirischen Eisenbahn und per Schiff reisten. Der Überführungsflug mit einer Maschine nach deutschen und französischen Generalstabskarten führte ohne Wetterbericht in das 1000 km entfernte Luoyang in der Provinz Henan. Dort wurden Offizierspiloten des lokalen Militärgouverneurs eingewiesen und geschult. Die beiden anderen Flugzeuge wurden zwischenzeitlich nach den Philippinen verschifft, da sie sonst von den Chiang Kai-shek-Truppen beschlagnahmt worden wären.

### Flugkapitän
Am 1. März 1930 wurde Fritz Loose zum Flugkapitän der Junkers Flugzeugwerke ernannt.
Vom Aero-Club von Deutschland wurde er zum Inspektionsflug des Europa-Rundfluges 1930 mit einer Junkers A 50 betraut. Eine Teilnahme am eigentlichen 10.000 Kilometer-Rundflug wurde ihm von der Wettbewerbsleitung verwehrt, da er die Strecke schon geflogen war und so im Vorteil war. Anschließend unternahm Loose eine Reise in die USA zur Teilnahme an den National Air Races in Chicago auf einem Flugzeug der italienischen Savoia-Marchetti-Werke.
1931 war Loose als Flugzeugführer der Junkers-Flugzeugabteilung (Jfa) beschäftigt. In dieser Funktion wurde ein in England zugelassener Tragschrauber Cierva-Autogiro C-19 Mk III im Auftrag der Deutschen Lufthansa von Fritz Loose bei vielen Flugtagen vorgeführt und erregte Aufsehen. Insgesamt flog er diese Maschine ca. 30 Stunden und legte dabei rund 4500 km zurück. Sie war Vorläufer heutiger Hubschrauber. Bei der Luftfahrt-Werbeaktion Die Deutsche Jugend von Hajo Folkerts, dem Schwiegersohn von Prof. Junkers, übernahm er die Führung der 6-sitzigen Junkers F 13 von A. Grundke und führte bis 1933 12.000 Starts und Landungen auf über 70 provisorischen Flugplätzen mit über 80.000 Kindern bzw. Jugendlichen durch.
1933 wurde Loose Ausbildungsreferent und Fluglehrer beim Deutschen Luftsportverband in Dresden. Von Dezember 1934 bis Februar 1938 baute er einen Missionsflugdienst für die Lutheran Church (ALC) mit einer umgebauten Junkers F 13 in Neuguinea auf. Während dieser Tätigkeit legte er nach eigener Aussage etwa 350.000 km mit dem Flugzeug zurück wurde 1937 in Lae Zeuge des Starts von Amelia Earhart, die auf diesem Flug über dem Pazifik verschwand. Nach der Rückkehr nach Deutschland 1939 war Fritz Loose bis 1945 Einflieger und Flugbetriebsleiter bei den zwischenzeitlich verstaatlichten Junkers-Werken in Dessau, Bernburg und Leipzig. Dort flog er ca. 1000 Junkers Ju 88 ein.

## Nachkriegszeit
Die Zeit nach dem Kriege verbrachte Loose bei Verwandten im Erzgebirge und flüchtete 1952 in die Bundesrepublik Deutschland. 1955 kam Fritz Loose nach Bonn-Hangelar und übernahm das Amt eines Flugplatzleiters, das er bis 1968 innehatte. Er erwarb nochmals den neu eingeführten Privat-Führerschein für Piloten. Außerdem war er ehrenamtlicher Beauftragter für Luftaufsicht und Mitglied des Prüfungsrates für Motorflug des Regierungspräsidiums in Düsseldorf.
Mit seiner Pensionierung übersiedelte er nach Freiburg im Breisgau, wo er am 24. Dezember 1982 verstarb.

## Rekorde
- 1927, 21. März: Rekordflug mit einer Junkers W 33 zusammen mit Karl Schnäbele mit 500 kg Zuladung nach 22 h, 11 min, 45 s und 2735 km zurückgelegt
- 1927, 30. März: Welthöchstleistung: Alleinflug mit Junkers W 33 Wasserflugzeug mit 500 kg Nutzlast zwischen Dessau und Elster 14 h in der Luft gehalten und dabei 1700 km zurückgelegt und die bisherigen Rekorde eines Amerikaners und Italieners um das Doppelte überboten.
- 1927, Juli: Als Test für einen Atlantikversuch stellten die Testpiloten Johann Risticz und Cornelius Edzard mit der Junkers W 33 den bis dahin geltenden Dauerflug-Weltrekord von 52 Stunden ein, während Fritz Loose mit Hermann Köhl auf der zweiten W 33 durch Motorschaden notlanden mussten.